# The Danse Society
The Danse Society — англійський готик-рок гурт з англійського міста Барнслі, який за свою коротку кар'єру (з 1980 по 1987) встиг досягнути певного успіху.

## Історія
Гурт був сформований колишніми учасниками андерграудних панк-формацій «Y?» та «Lips-X».
Склад The Danse Society був такий:
- Стів Роулінгс Steve Rawlings — вокал
- Пол Неш Paul Nash — гітара
- Ліндон Скерф Lyndon Scarfe — синтезатори
- Тім Райт Tim Wright бас-гітара
- Пол Джілмартін Paul Gilmartin — барабани

На своїх ранніх виступах вони інтенсивно використовували грим та відповідний одяг: чорні плащі, бутафорські вампірські щелепи, Завдяки ефектному шоу та атмосферній музиці, гурт поступово набирав популярність. У музичній пресі почали з'являтись публікації про новий перспективний гурт.
У 1980 учасники групи створили власний лейбл «Society Records», де видали свій перший сингл Clock (Годинник). Сингл вийшов тиражем 1000 примірників. Згодом вийшло ще кілька синглів, найвдалішим став Somewhere, виданий у грудні 1982. Цей реліз очолив британський інді-чарт. На хвилі успіху, у січні 1983 року, колектив підписав контракт з мейджор-лейблом «ASTRA».
Дебютник «Heaven Is Waiting» вийшов у грудні 1983 року. Платівка не досягла тих сподівань, які на неї покладали менеджери фірми звукозапису. Вона посіла лише #39 сходинку у альбомному чарті Великої Британії. А втім, вона стала дуже популярною у вузьких готичних колах. Про інтерес до цього запису свідчить те, що альбом неодноразово перевидавався (у 1992, 2002, 2007 роках).
Фактично гурт припинив існувати у тому ж році. Роулінгс зайнявся своїм сольним проектом Society.

## Спадщина
Хоча за шестирічну кар'єру, колектив спромігся випустити лише один повноцінний студійний альбом — для сучасників, їхня музична діяльність не залишалась непоміченою. На відміну від інших пост-панк гуртів початку 80-х, на кшталт «Bauhaus», «Alien Sex Friend», «The Southern Death Cult», творчість яких спиралась передовсім на панк-рок, на жорстку, прямолінійну, гітарну музику; «The Danse Society» відрізнялись від них дещо новаторськими експериментами з електронною музикою, які на той час були досить незвичними. Завдяки цій особливості, музичні критики іноді називають The Danse Society піонерами таких жанрів, як дарквейв та синті-гот.
В одному з своїх інтерв'ю, фронтмен легендарного гурту Clan of Xymox — Ронні Морінгс — згадував. як він відвідував концерти «The Danse Society».

## Альбоми
- Seduction (вересень 1982 — Society Records) (UK Indie #3)[1]
- Heaven Is Waiting (1983 Arista — перевидавався у 1992, 2002, 2007)
- Looking Through (1986)
- The Danse Society (1983)